# Островня (Новгородская область)
Островня — деревня в Марёвском муниципальном районе Новгородской области, входит в состав Молвотицкого сельского поселения.

## География
Деревня расположена на правом берегу реки Пола близ впадения в неё Щеберехи, в 9 км к северо-западу от административного центра сельского поселения — села Молвотицы.

## История
О древнем заселении здешних мест свидетельствуют памятники археологии VIII—X вв. находящиеся близ деревни, на противоположном - левом берегу Полы: группа сопок (7 насыпей) в 450 м восточнее деревни Великуша, в урочище «Под Островней»  и селище в 0,9 км юго-восточнее деревни Великуша, на мысу излучины левого берега Полы.
В списке населённых мест Демянского уезда Новгородской губернии за 1909 год деревни Большие Островни и Малые Островни, что указаны на земле Дегилевского сельского общества, были на территории Молвотицкой волости; число жителей в деревне Большие Островни — 97, в деревне Малые Островни — 36. Население по переписи населения 1926 года — 182 человека. Затем, с августа 1927 года, деревни Островня Большая и Островня Малая в составе Бутьковского сельсовета новообразованного Молвотицкого района новообразованного Новгородского округа в составе переименованной из Северо-Западной в Ленинградскую области. В ноябре 1928 года Бутьковский сельсовет был переименован в Любенский сельсовет. По постановлению ЦИК и СНК СССР от 23 июля 1930 года Новгородский округ был упразднён, а район перешёл в прямое подчинение Леноблисполкому. Германская оккупация — в конце 1941 года. Здесь проходили бои Торопецко-Холмской наступательной операции. Указом Президиума Верховного Совета РСФСР от 19 февраля 1944 года райцентр Молвотицкого района был перенесён из села Молвотицы в село Марёво. Указом Президиума Верховного Совета СССР от 5 июля 1944 года была образована Новгородская область и Молвотицкий район вошёл в её состав.
Во время неудавшейся всесоюзной реформы по делению на сельские и промышленные районы и парторганизации, в соответствии с решениями ноябрьского (1962 года) пленума ЦК КПСС «о перестройке партийного руководства народным хозяйством» с 10 декабря 1962 года был образован крупный Демянский сельский район, а административный Молвотицкий район 1 февраля 1963 года был упразднён. Любенский сельсовет тогда вошёл в состав Демянского сельского района. Пленум ЦК КПСС, состоявшийся 16 ноября 1964 года восстановил прежний принцип партийного руководства народным хозяйством, после чего Указом Верховного Совета РСФСР от 12 января 1965 года сельские районы были преобразованы вновь в административные районы и решением Новгородского облисполкома № 6 от 14 января 1965 года Любенский сельсовет и деревня в Демянском районе. В соответствие решению Новгородского облисполкома № 706 от 31 декабря 1966 года Любенский сельсовет и деревня из Демянского района были переданы во вновь созданный Марёвский район.
Решением Новгородского облисполкома № 425 от 17 ноября 1980 года название сельсовета с Любенский было изменено на Любенской. После прекращения деятельности Любенского сельского Совета в начале 1990-х стала действовать Администрация Любенского сельсовета, которая была упразднена в начале 2006 года и деревня Островня, по результатам муниципальной реформы вошла в состав муниципального образования — Молвотицкое сельское поселение Марёвского муниципального района (местное самоуправление), по административно-территориальному устройству подчинена администрации Молвотицкого сельского поселения Марёвского района.

## Население
| 2010 | 2012 | 2013 | 2014 | 2015 | 2016 |
| ---- | ---- | ---- | ---- | ---- | ---- |
| 4    | ↘2   | ↗4   | →4   | →4   | ↘3   |

### Национальный состав
По переписи населения 2002 года, в деревне Островня проживали 4 человека (русские)

## Инфраструктура
В деревне одна улица — Речная.